# Heaven Help
Heaven Help è una canzone di Lenny Kravitz, estratta come singolo dal suo album Are You Gonna Go My Way (1993).
Arrivò al 92º posto della classifica Billboard Hot 100, e nel Regno Unito divenne il secondo singolo da Are You Gonna Go My Way a raggiungere le prime venti posizioni. Heaven Help è anche inclusa nel Greatest Hits di Kravitz, pubblicato nel 2000.

## Tracce
1. Heaven Help
2. Spinning Around over You
3. B-Side Blues
4. Are You Gonna Go My Way
5. Freedom Train/Always on the Run (live)

## Classifiche
| Classifica (1993-94) | Posizione massima |
| -------------------- | ----------------- |
| Francia              | 41                |
| Germania             | 98                |
| Nuova Zelanda        | 21                |
| Regno Unito          | 20                |
| Stati Uniti          | 80                |